# Arbeitsgericht Flatow
Das Arbeitsgericht Flatow war ein Gericht der Arbeitsgerichtsbarkeit mit Sitz in Flatow.

## Geschichte
Gemäß Arbeitsgerichtsgesetz vom 23. Dezember 1926 wurden in Deutschland Arbeitsgerichte gebildet. Diese waren nur in der ersten Instanz organisatorisch selbstständige Gerichte, die Landesarbeitsgerichte waren den Landgerichten zugeordnet. Am Landgericht Schneidemühl entstand so 1927 das Landesarbeitsgericht Schneidemühl als eines von zwei Landesarbeitsgerichten im Bezirk des Oberlandesgerichtes Marienwerder. In Flatow entstand das Arbeitsgericht Flatow. Sein Sprengel umfasste den Bezirk des Amtsgerichtes Flatow. Es bestand eine gemeinsame Kammer für Arbeiter und Angestellte und eine Kammer für Handwerk.
Nach der Besetzung Deutschlands durch die Alliierten wurden 1945 die Deutschen vertrieben und die Geschichte des Arbeitsgerichtes Flatow endete.